# Les Trois Visages d'Ana
Les Trois Visages d'Ana, ou originellement en espagnol Tres veces Ana, est une telenovela mexicaine diffusée du 23 mai 2016 au 24 octobre 2016 sur Univision aux États-Unis et sur Las Estrellas au Mexique,.
Elle est diffusée sur le réseau Outre-Mer 1re entre le 27 novembre 2017 et le 16 mai 2018, sur France Ô entre le 3 avril 2018 et le 29 mai 2018 et en Belgique sur RTLplay entre le 2 août 2019 et le 31 juillet 2020.

## Synopsis
Ana Leticia, Ana Lucía et Ana Laura sont des triplées identiques avec des personnalités très différentes. Leurs parents sont morts dans un accident de voiture (causé par Ana Leticia) quand elles étaient plus jeunes. On croyait qu'Ana Lucía s'était noyée dans la rivière dans laquelle la voiture familiale est tombée et que seules Ana Leticia et Ana Laura avaient survécu.
Soledad Hernández, une femme de la région, qui souffre de la perte de sa jeune fille, trouve Ana Lucía dans la rivière et l'élève comme son propre enfant. Quelques années plus tard, Ana Lucía est une jeune femme belle, joyeuse, et pleine de vie, passionnée de  chiromancie et la danse trapéziste, elle fait des rêves récurrents à propos de trois fillettes identiques.
Ana Laura est devenue une jeune femme douce, calme et solitaire, Excellente pianiste et dont tout le monde loue la générosité de cœur. Elle veut retrouver sa sœur disparue, refusant de croire qu'elle est morte. L'accident a rendu Ana Laura unijambiste. Elle tombe amoureuse de Ramiro, mais ne se pense pas digne d'amour en raison de son handicap. Ramiro est désolé pour elle.
Ana Leticia est très différente de ses sœurs. Elle est superficielle, égoïste, ambitieuse et manipulatrice. Elle veut toujours être le centre de l'attention, en particulier avec sa grand-mère, Ernestina, et son oncle, Mariano, ne voulant pas retrouver sa sœur disparue pour ne pas être invisible sans compter qu'Ana Laura s'attire l'affection de tout le monde malgré son handicap; en vérité elle craint à l'inverse de ses des sœurs de n'avoir rien de spécial. Ana Leticia s'allie à Iñaki qui devient son amant et complice. Le mari d’Ana Leticia, Marcelo, est détective privé. Apprenant que celui-ci est sur le point de retrouver Ana Lucía, Ana Leticia envoie un homme de main pour l’abattre. Marcelo survit à ses blessures mais devient amnésique. La femme qui l’a sauvé lui donne un nouveau nom. Et Marcelo devient Santiago. Sans le savoir, Ana Leticia va, par ses stratagèmes incessants, pousser Marcelo/Santiago dans les bras de la sœur qu’elle n’a jamais revue.
Ana Lucía et Soledad se rendent à la ville de Mexico. Ana Lucía tombe amoureuse de Santiago, un chauffeur de taxi qui ne se souvient pas de son passé en raison d'une amnésie.
Les liens du sang finiront-ils par triompher ? Les trois sœurs, autrefois séparées, vont-elles être réunies ? Ana Leticia réalisera-t-elle que ses sœurs sont une partie d'elle ? Qui Marcelo/Santiago choisira-t-elle Ana Lucia ou Ana Leticia ?

## Distribution
- Angélique Boyer : Ana Lucía Hernández / Ana Lucía Álvarez del Castillo / Ana Laura Álvarez del Castillo de Fuentes  / Ana Leticia  Álvarez del Castillo de Salvaterra [4]
- Sebastián Rulli : Don Santiago García / Don Marcelo Salvaterra
- David Zepeda : Don Ramiro Fuentes[5]
- Pedro Moreno : Iñaki Najera
- Carlos de la Mota : Valentín Padilla Lazcano
- Blanca Guerra : Soledad Hernández
- Ramiro Fumazoni : Mariano Álvarez del Castillo[6]
- Monika Sánchez : Viridiana Betancourt
- Eric del Castillo[7] : Evaristo Guerra
- Leticia Perdigón[8] : Doña Chana
- Susana Dosamantes[9] : Ernestina Rivadeneira
- Ana Bertha Espín[10] : Remedios García
- Archie Lafranco : Samuel
- Laisha Wilkins : Jennifer Corbalan
- José Montini : El Curvas
- Jackie Sauza : Lourdes Rivadeneira de Álvarez del Castillo (mère des triplées)
- Raul Magaña : Ignacio Álvarez del Castillo (père des triplées)
- Ricardo Barona : Alfredo
- Maru Dueñas : Cecilia
- Adriana Alumada : Susy
- Alfredo Gatica : Orlando Navarro
- Alan Sim : Javier Najera
- Sachi Tamashiro : Maribel Alfaro
- Eddy Vilard : Daniel Hinojosa
- Nataly Umaña : Gina Ramirez
- Vanessa Angers : Valeria
- Alfonso Iturralde : Bernardo
- Fabian Pizzorno : Facundo Salvaterra
- Arsenio Campos : Sandro Escarcega
- Rolando Brito : Edmundo Fuentes
- Otto Sirgo : Rodrigo Casasola
- Nuria Bages : Leonor Munoz
- Olivia Bucio : Nerina Lazcano Vda. de Padilla
- Antonio Medellín : Isidro Sanchez
- Lucero Lander : Miranda
- Luz María Jerez : Julieta de Escarcega
- Roberto Ballesteros : Tadeo Najera
- Ricardo Kleinbaum : Anibal Ortiz
- Essined Aponte : Adriana

## Diffusion internationale
- Univision (2016)
- Las Estrellas (2016)
- Réseau Outre-Mer La Première
- Côte d'Ivoire RTI 1 (2017)

## Autres versions
- Lazos de amor (Televisa, 1995-1996)

### Sources
- (en) Cet article est partiellement ou en totalité issu de l’article de Wikipédia en anglais intitulé « Tres veces Ana » (voir la liste des auteurs).